# Корени (филм)
„Корени“ је југословенски филм из 1965. године. Режирао га је Арсеније Јовановић који је написао и сценарио по делу Арнолда Вескера.

## Улоге
| Глумац            | Улога |
| ----------------- | ----- |
| Мирослав Бијелић  |       |
| Милутин Бутковић  |       |
| Љиљана Крстић     |       |
| Татјана Лукјанова |       |
| Зоран Радмиловић  |       |
| Славко Симић      |       |
| Нада Шкрињар      |       |
| Ружица Сокић      |       |